# 惣深新田飛地
惣深新田飛地（そうふけしんでんとびち）は、千葉県印西市の大字。2017年8月31日現在の人口は0人。郵便番号は270-1300。

## 地理
惣深新田飛地は本埜地区内と印旛地区内の2つに分かれている。
本埜地区の惣深新田飛地は西から北は竜腹寺、北西はみどり台、東は荒野、南東はみどり台、南はつくりや台に隣接している。印旛地区の惣深新田飛地は西から北は造谷、東は角田、南は大廻に隣接している。

## 小字
小字は以下の通り。
- 池ノ台（いけのだい）
- 関ノ台（せきのだい）

## 歴史
江戸期は惣深新田であり、下総国印旛郡のうち。印西領・印西筋に属す。もと小金牧のうち印西牧の一部、草深野（惣深野）。「草深志」によれば、草深野の新田開発として寛永13年小金領千足村新左衛門の出願、許可、失敗がある。のち、寛文10年鰭ケ崎村元名主清重郎ｈか6名が出願、許可となり江戸町人も請負人に加わったが資金操りの方は順調ではなかった。草深野の一部が近隣村のもと入会野であったため開発反対もあったが周辺16か村に開発地の一部を分与することで解決された。寛文・延宝期に徐々に新田開発が進み、延宝4年の検地により成立。はじめ幕府領、天保10年から浜松藩領、弘化3年幕府領となるが、のち再び浜松藩領。村高は「元禄郷帳」2,769石余、「天保郷帳」「旧高旧領」ともに2,774石余。延宝4年の反別下田40町4反余・下畑489町7反余、屋敷5町3反余、家数120・人数558。割渡され持添新田などとして開発された分は、結縁寺・船尾・松崎・吉田・岩戸・造谷・角田・荒野・竜腹寺・滝・小林・宗甫新田・別所・大森・鹿黒・泉新田の16か村に見える。安永2年の家数78・人数378（印旛郡誌）。明治6年千葉県に所属。明治22年飛地字関ノ台が宗像村、飛地字池ノ台が本郷村の各一部となり、本村は船穂村の大字となる。

### 年表
- 1873年（明治6年） - 千葉県に所属。
- 1878年（明治11年） - 下埴生郡に所属。
- 1889年（明治22年）4月1日 - 町村制施行し宗像村・本郷村・船穂村が発足。
  - 飛地字関ノ台が宗像村大字惣深新田飛地となる[6][3]。
  - 飛地字池ノ台が本郷村大字惣深新田飛地となる[6][4]。
  - 本村は船穂村大字草深となる[6]。
- 1913年（大正2年）4月1日 - 本郷村・埜原村が合併し、本埜村が発足。本埜村惣深新田飛地となる。
- 1955年（昭和30年）3月10日 - 六合村・宗像村が合併し、印旛村が発足。印旛村惣深新田飛地となる。
- 2010年（平成22年）3月23日 - 印旛村・本埜村が印西市に編入。本埜村惣深新田飛地・印旛村惣深新田飛地ともに印西市惣深新田飛地となる。

## 施設
- 総武カントリークラブ印旛コース

## 交通

### 道路
- 国道
  - 国道464号